# 애리 (가수)
애리(Airy)는 대한민국의 인디 음악가이다.
애리는 2018년 첫 EP Seeds를 통해 데뷔했다. 음악취향Y는 그녀를 "매우 커다란 씨앗을 가진 신인의 탄생"이라고 표현했으며, 올해의 신인 1위에 그녀를 선정한다. 이후 2019년 한국대중음악상에서 올해의 신인상을 수상하였다.
이후 그녀는 2019년 EBS 헬로 루키 콘테스트에 헬로 루키로 출전했고, 대상을 수상했다. 2020년에는 싱글 Virtual Song을 발매했으며, 여성 록 음악가들의 합작 음반 We, Do It Together에도 참여했다.
2023년 9월, 그녀는 리비게시, 벨벳 더스트와 함께 새 싱글 Soulful Energy Exchange를 발매했다.

## 음반 목록

### EP
- Seeds (2018)